# Географ глобус пропив
«Географ глобус пропив» — російський кінофільм 2013 року режисера Олександра Велединського, знятий за однойменним романом Олексія Іванова. Фільм вийшов у прокат 7 листопада 2013 року. Прем'єра в Україні відбулась також 7 листопада 2013 року.
Фільм брав участь у конкурсній програмі XXIV Відкритого Російського кінофестивалю «Кінотавр» у Сочі і отримав Головний приз фестивалю.Фільм претендував на премію «Золотий орел» в шести номінаціях, зокрема як найкращий російський фільм року, і в підсумку переміг у трьох номінаціях: найкраща режисура, найкраща чоловіча роль і найкраща жіноча роль. Фільм отримав премію «Ніка» за найкращий фільм року і ще чотири премії за найкращу режисуру, найкращу чоловічу роль, найкращу жіночу роль і найкращу музику.

## Сюжет
Дія фільму відбувається в 2012 році. Головний герой, 37-річний біолог Віктор Служкін (Костянтин Хабенський), звільнений з НДІ, від безгрошів'я влаштовується працювати в школу вчителем географії. Вдома дружина Надя (Олена Лядова), втомлена від повсякденної метушні, відмовляється спати з чоловіком, просить Служкіна «все це закінчити» і завести коханку, але так, щоб вона про це не знала. Його життя починає змінюватися з появою в ній колишнього однокласника і близького друга Будкіна (Олександр Робак). Незабаром у Наді починається роман із закоханим у неї Будкіним. Після серйозної чоловічої розмови Служкін віддає своєму другові дружину.
У школі Служкін не знаходить порозуміння з класом, діти здаються йому дуже хвацькими, примітивними, що не відбулися як особистості. Зі своїх колег географ виділяє лише ефектну викладачку німецької мови Кіру Валеріївну (Євгенія Хірівська), але та віддала перевагу Будкіну. Дізнавшись, що до Будкіна пішла Надя, Кіра Валеріївна намагається спокусити Служкіна, але він напивається у неї в квартирі і засинає в наповненій ванні.
Служкін, програвши в карти одному з учнів, погоджується вирушити з ним та його однокласниками в давно обіцяний похід, у сплав по річці на катамаранах. Вже в електричці Географ напивається до чортиків з задиркуватим учнем — Градусовим (Андрій Притков). Школярі, що ставляться до Служкіна не як до вчителя, а як до дворового приятеля, знімають його з посади командира походу.
В останній день походу Географ відправляється в найближче село, щоб домовитися про транспорт до залізничної станції, разом із закоханою в нього школяркою Машею Большаковою (Анфіса Чорних). По дорозі Маша зізнається Служкину, що любить його, але він не відповідає взаємністю. Починається сильна злива, обидва промокають до нитки. Дійшовши до села, вони виявляють, що там вже давно ніхто не живе. Маша ледь не втрачає свідомість від холоду, Служкін бере її на руки і несе до єдиного будинку, де топиться піч. Відігрівшись, Маша знову зізнається Служкіну в коханні, і знову безуспішно.
Вранці, повертаючись до табору, Служкін та Маша бачать, як інші учасники походу самотужки долають Долган, найскладніший і небезпечний поріг на річці.
Після походу директор школи, дізнавшись із зробленого Овечкіним (одним з учнів, закоханим у Машу) ролика про пияцтво Географа в поході і ризик, якому він піддавав дітей, просить Служкіна написати заяву про звільнення за власним бажанням, і Служкін йде зі школи.
Пізніше до нього повертається дружина.

## В ролях
| Актор                | Роль                                                                  |
| -------------------- | --------------------------------------------------------------------- |
| Костянтин Хабенський | Віктор Сергійович Служкин Віктор Сергійович Служкин вчитель географії |
| Олена Лядова         | Надя Надя дружина Служкина                                            |
| Анфіса Чорних        | Маша Большакова Маша Большакова школярка, учасник походу              |
| Олександр Робак      | Максим Будкін Максим Будкін давній друг Служкина, чиновник            |
| Євгенія Хиривська    | Кіра Валеріївна Кіра Валеріївна вчителька німецької                   |
| Андрій Притков       | Градусів Градусів школяр, учасник походу                              |
| Анастасія Золотко    | Тата Тата дочка Служкина                                              |
| Ганна Уколова        | Гілка Гілка давня подруга Служкина                                    |
| Агрипина Стеклова    | Роза Борисівна завуч школи                                            |

| Актор            | Роль                                                  |
| ---------------- | ----------------------------------------------------- |
| Євгенія Крегжде  | Сашенька завідувачка дитячого садка, подруга Служкіна |
| Максим Лагашкін  | Колесніков даішник                                    |
| Віктор Узун      | директор школи                                        |
| Наталія Батуєва  | Люська Митрофанова школярка, учасник походу           |
| Ілля Ільїних     | Овечкін школяр, учасник походу                        |
| Михайло Леонтьєв | Бармін школяр, учасник походу                         |
| Євген Романов    | Тютін школяр, учасник походу                          |
| Всеволод Ричков  | Чебикін школяр, учасник походу                        |
| Сергій Пепеляєв  | Деменев школяр, учасник походу                        |

## Знімальна група
- Режисер-постановник — Олександр Велединський
- Автори сценарію — Олександр Велединський, Рауф Кубаєв, Валерій Тодоровський
- Оператор-постановник — Володимир Башта
- Художник-постановник — Володимир Гуділін, Сергій Гуділін
- Композитор — Олексій Зубарєв
- Художник по костюмах — Людмила Гаїнцева
- Художник по гриму — Ірина Мельникова
- Звукорежисери — Сергій Курбатов, Олег Татаринов
- Режисери монтажу — Олександр Велединський, Тетяна Приленская
- Ірина Третьякова — другий режисер
- Ірина Рестеу — другий режисер
- Ігор Велединський — асистент режисера
- Тетяна Талькова — кастинг
- Олександр Вдовенко — оператор стедикама
- Комп'ютерна графіка — CGF LLC
- Продюсери — Вадим Горяїнов, Леонід Лебедєв, Валерій Тодоровський
- Постановник трюків — Валерій Деркач

## Підготовка до зйомок
У назву фільму (як і книги) покладена «ритмічно організована дражнилка», яку придумав двієчник Градусов про нового вчителя.
Ідея екранізації роману «Географ глобус пропив» належить продюсеру Валерію Тодоровському. Спочатку він хотів сам знімати, але потім залучив до постановки режисера Олександра Велединського. Сценарій був написаний Велединским за участю Валерія Тодоровського і Рауфа Кубаєва. Автор роману письменник Олексій Іванов не брав участі в роботі над сценарієм. Але під час зйомок, коли знімалася сцена уроку на затоні, де Служкін розповідає учням про Каму, за обсягом не вистачало тексту. Тоді звернулися до Олексія Іванова з проханням написати відсутній текст, і в той же вечір письменник надіслав його. Творці фільму, вважаючи образ Служкіна архетиповим для Росії, визнали можливим перенести дію роману з 1990-х в наші дні. Від деяких сюжетних ліній довелося відмовитися, бо вони не вміщалися у двогодинний формат фільму. Так, у фільмі немає дитячих спогадів.
Актори на головні ролі були обрані ще на етапі написання сценарію. Режисер Олександр Велединський вбачає схожість Костянтина Хабенського з героєм, зображеним на обкладинці першого видання роману. У романі головному герою Служкіну 28 років, у фільмі герой Хабенського старше. Автор роману Олексій Іванов, побачивши актора на зйомках в костюмі і в образі, абсолютно в нього повірив.
Серед кількох тисяч школярів Пермі був проведений кастинг, щоб відібрати 30 осіб для зйомок. Дітей у фільмі зробили трохи старше: найстаршому з них не 15, а 16 років. На роль хулігана Градусова був відібраний звичайний пермський школяр Андрій Притков, по зовнішності не схожий на книжкового Градусова, але, на думку Олексія Іванова, «потрапив в саму точку».

## Створення

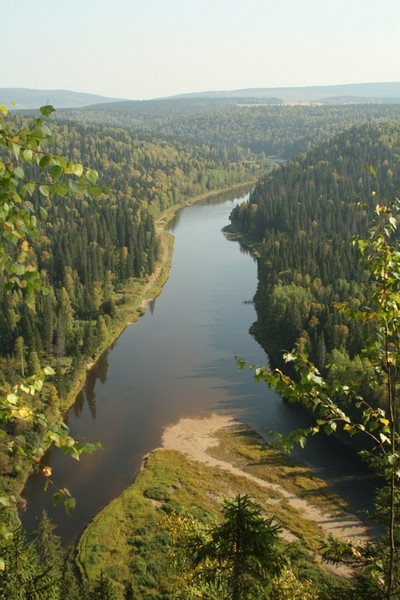
Вид на річку Усьва з Усьвинських стовпів.

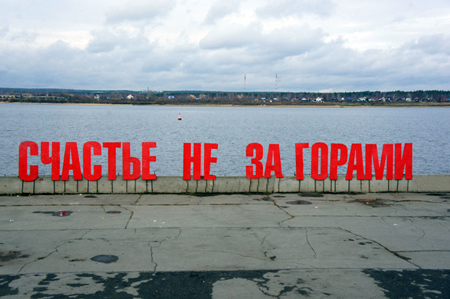
У перших кадрах фільму фігурує популярний серед пермяків напис «Щастя не за горами», який розташований на набережній річки Кама, біля вокзалу Перм-1.

Зйомки фільму пройшли в 2011—2012 роках в Пермі (мікрорайонах Нижня Кур'я, Водники, Разгуляй, Робітниче селище, Висімо), селищі Усьва Гремячинського району. У фільмі показана річка Усьва, по якій герої здійснюють сплав, і скелі Усьвинські Стовпи. Каскадерські зйомки проводилися на порозі Ревун на річці Ісеть в Свердловській області. Потім, щоб збільшити відчуття небезпеки на річці, були використані можливості комп'ютерної графіки. Шкільні епізоди знімалися в школі № 1 в Закамську.
Фільм знімався в загальній складності два роки, було 34 знімальних дні, дві експедиції і запланований п'ятимісячна перерва: для зйомок епізоду походу по річці чекали води, яка буває тільки протягом двох тижнів у травні, а в решту часу річка мілка. Тому зимовий блок знімався в листопаді 2011 року, а потім чекали до квітня, щоб зняти інтер'єри школи, у вікна якої «заглядала» весна. Потім знімальна група переїхала за 200 км від Пермі знімати епізоди походу.
Музику для фільму написав гітарист групи «Акваріум» Олексій Зубарєв. Крім того, у фільмі звучить багато пісень — від класики до шансону. У трейлері фільму звучить пісня «Я вільний!» групи «Кипелов». Ця ж пісня звучить у картині, але у виконанні не Кіпєлова, а одного з персонажів (на початку фільму в електричці її виконує вуличний співак, що реально живе в Пермі й працює на станції Перм-II). Російську народну пісню «Летів голуб» у фільмі виконала Олена Фролова.

## Відгуки та критика
Автор роману «Географ глобус пропив» Олексій Іванов: «Роман в цьому фільмі живий. Звичайно, багато чого втрачено, тому що перекласти одну художню систему в іншу — це шлях, пов'язаний з певними втратами, причому неминучими втратами, але з іншого боку, на цьому шляху є і придбання. Я думаю, що все вийшло як не можна краще, тому що і дух роману збережений, і основна фабула теж».
Письменник і журналіст Дмитро Биков, охарактеризував «Географа…» як «найважливіше християнське висловлювання останніх років», писав: «„Географа“ багато хвалять і будуть хвалити, і це як раз не радує, тому що фільм-то не про добрих і простих людей, і сила його не в тому, що про побут російського інтелігента в провінції вперше за багато років розповіли розумно, професійно і смішно. Велединський знімає картину за формою комедійну, по суті глибоко трагічну — на стику жанрів: „Доживемо до понеділка“ зустрічається тут з тим понеділком, який починається в суботу».
Кінокритик Юрій Гладильщиков вважає вдалою сценарну переробку роману, порівнює її з переробкою роману Ле Карре «Шпигун, вийди геть!», де все переписано, але при цьому парадоксально збережені суть, сюжет і дух роману. «Головна різниця між романом і фільмом ось у чому. Роман про те, як сумно, швидко і безперспективно йдуть надії юності, окопалися в шкільних часах. Саме тому в романі важлива тема школи. Саме тому там багато спогадів героя про його власних шкільних роках (яких немає у фільмі). А фільм — про безперспективність життя взагалі, і перш за все життя російської, яка є узагальненням життя світової інтелігенції. Фільм — про інтелігенцію». На думку критика, витоки фільму «Географ глобус пропив» слід шукати у чеховському «Дяді Вані», а також таких радянських інтелігентських картинах, як «Польоти уві сні і наяву», «Осінній марафон» і «Відпустка у вересні».
Культуролог Данило Дондурей зазначає: «„Географ“ — класичний мейнстрім! Розмова в ньому — про цінності: дружина зрозуміє, що ти чудовий, і навіть якщо піде до твого друга, все одно потім повернеться. Зі школяркою спати не можна. Якщо ти інтелігентна людина, ти і без диплома можеш працювати в школі і вчити дітей найголовнішого — як знайти себе в житті… Таких фільмів у Росії повинно виходити 20-25 на рік, як у радянський час».
Кінокритик Андрій Плахов шкодує про те, що роман не був екранізований в 2003 році, тоді, коли був вперше опублікований. Критик відзначає, що в романі «був спійманий той самий нерв часу, транзитних 1990-х років, який так швидко йде, перетворюючи живу актуальність у кращому випадку в ностальгічне ретро, в гіршому — в архаїку. Ні, „Географ“ і зараз приємно сприймається, але повірити в таких старшокласників, якими вони показані у фільмі, в їхні стосунки з учителем, який виглядає великою дитиною, ніж вони самі, важкувато. Всьому свій час, і з'явися б екранний „Географ“ десять років тому, йому б ціни не було. І Хабенський, до речі, був тоді молодший…».
Кінокритик Олена Стішова вказує на те, що фільм «був жорстко концептуалізований і вбудований в дискурс, якого, на мій погляд, немає в літературному оригіналі — в романі Олексія Іванова „Географ глобус пропив“», а «режисерський жест зрушує — змінює зміст повісті і пропонує дещо іншу історію на тому ж матеріалі і з тими ж героями». Вона також зазначає, що для неї «відкриттям фільму видається інше, принципово значиміше, ніж зрада розбишак і підлість кар'єриста-початківця: російський культурний код — це константа, поза якою немає і не може бути Росії».

## Нагороди
- XXIV Відкритий Російський кінофестиваль «Кінотавр» у Сочі[23][24]:
  -  Головний приз кінофестивалю 
  - Приз  За кращу чоловічу роль  — Костянтину Хабенському
  - Приз імені  Мікаела Таривердієва  За кращу музику до фільму  — Олексію П. Зубареву
  - Приз журі кінопрокатників
  - Спеціальний приз журналу «The Hollywood Reporter» — Анфісі Черних[25].
- IV Міжнародний Одеський кінофестиваль[26]
  - Гран-прі кінофестивалю за результатами глядацького голосування
  - приз за «Кращий фільм фестивалю».
- XXI міжнародний  кінофестиваль «Вікно в Європу» у Виборзі:
  - приз «Золота тура» — друге місце в програмі «Виборзький рахунок».
- 3-й Міжнародний кінофестиваль «Край світу» на Сахаліні[27]:
  - приз почесного президента фестивалю  Алли Сурикової
  - Гран-прі глядацького конкурсу
  - приз за кращий акторський склад.
- XI Міжнародний кінофестиваль країн АТР «Меридіани Тихого» у Владивостоці[28]:
  - приз імені Юла Бриннера — Анфісі Черних.
- VI кінофестиваль «Восток & Запад. Классика и Авангард» в Оренбурзі[29]:
  - приз за кращий сценарій імені  Олексія Саморядова — Олександру Велединському, Рауфу Кубаєву, Валерію Тодоровському,
  - приз за кращу жіночу роль — Олені Лядовій.
- 23-й фестиваль східноєвропейських фільмів у Котбусі, Німеччина (2013)[30]:
  - головний приз за кращий фільм.
- 7-й фестиваль «Супутник над Польщею», Варшава[31]:
  - Гран-прі з формулюванням «За баланс між гострим соціальним діагнозом сучасної Росії, любов'ю до персонажів і мудрим, повним розуміння і гумористичним підходом до їхніх проблем».
- 21-й фестиваль російського кіно в Онфлері[32]:
  - Головний приз фестивалю
  - приз за кращу жіночу роль — Олені Лядовій
- Премія «Золотий орел»[33]
  - номінація за кращий ігровий фільм
  - премія за кращу режисерську роботу — Олександру Велединському
  - премія за кращу чоловічу роль — Костянтину Хабенському
  - премія за кращу жіночу роль — Олені Лядовій
  - номінація за кращу чоловічу роль другого плану — Олександру Робаку
  - номінація за кращу музику — Олексію Зубарьову
- Премія «Білий слон»  Гільдії кінознавців і кінокритиків Росії[34]
  - премія за кращий фільм
  - премія за кращу чоловічу роль — Костянтину Хабенському
  - премія за кращу жіночу роль — Олені Лядовій
- Премія « Ніка»:
  - премія за кращий фільм
  - премія за кращу чоловічу роль (Костянтин Хабенський)
  - премія за кращу жіночу роль (Олена Лядова)
  - премія за кращу режисерську роботу (Олександр Велединський)
  - премія за кращу музику до фільму (Олексій П. Зубарєв)
  - номінація на премію за кращу сценарну роботу (Олександр Велединський, Рауф Кубаєв, Валерій Тодоровський)
  - номінація на премію за кращу чоловічу роль другого плану (Олександр Робак)
  - номінація на премію «Відкриття року» (Анфіса Черних)
- XXII кінофестиваль «Віват кіно Росії!» (Санкт-Петербург)[35]:
  - приз «За кращу режисуру» (Олександр Веледенський)
  - приз «За кращу жіночу роль» (Олена Лядова)
  - приз преси
  - спецприз журі «За кращу роль року» (Костянтин Хабенський)